# Wladimir Vogel
Pour les articles homonymes, voir Vogel.
Wladimir Rudolfovitch Vogel, né le 29 février 1896 à Moscou et mort le 19 juin 1984 à Zurich,  est un compositeur suisse d'origine allemande et russe.

## Biographie
Fils de Rudolf, commerçant allemand de Dresde, et d'Emma Gerzberg, Juive d'origine germano-balte, Wladimir Vogel étudie d'abord la composition à Moscou avec Scriabine. 
Pendant la Première Guerre mondiale, il est interné dans l'Oural en raison de son origine allemande. Entre 1918 et 1924, il étudie avec Heinz Tiessen et Ferruccio Busoni à Berlin, où il enseigne par la suite (1929-1933) au Conservatoire Klindworth-Scharwenka (en). Il est proche du cercle expressionniste autour de Herwarth Walden et est actif (avec George Antheil, Hanns Eisler, Philipp Jarnach, Stefan Wolpe et Kurt Weill) dans la section de la musique du Groupe Novembre de Max Butting et Hans Heinz Stuckenschmidt.
En 1933, accusé d'être un « artiste dégénéré » par le régime nazi, il quitte l'Allemagne et se rend à Strasbourg, Bruxelles, Paris et Londres. Il se tourne d'abord vers la technique dodécaphonique avec son Concerto pour violon en 1937. Èmigré définitivement en Suisse à partir de 1935, il vit à Ascona, et à partir de 1964 à Zurich. Jusqu'à ce qu'il devienne citoyen suisse en 1954, il n'est pas autorisé à travailler en Suisse, et compte sur le soutien de riches mécènes et de son épouse, l'écrivaine Aline Valangin. Pendant ce temps, il enseigne la composition en privé. Il est actif dans la Société internationale pour la musique contemporaine. Il participe aux « Sessions d’études musicales et dramatiques » d'Hermann Scherchen à Strasbourg, et organise un colloque international de musique dodécaphonique à Orselina en 1948. 
Il a notamment pour élèves Erik Bergman, Maurice Karkoff, Rodolfo Holzmann, Robert Suter, Einojuhani Rautavaara et Rolf Liebermann.
Wladimir Vogel épouse en 1930 Katja Sommer, en 1954 Aline Valangin et en 1965 Ida Maria Tschudi.
Mort en 1984, il est inhumé dans le cimetière de Witikon près de Zurich.

## Récompenses
- 1960 : Prix artistique de Berlin
- 1970 : Prix de musique de la Ville de Zurich
- 1972 : Prix de composition de l'Association suisse des musiciens

## Œuvres

### Œuvres pour orchestre
- Sinfonischer Vorgang pour grand orchestre (1922–23)
- Sinfonia fugata pour grand orchestre (1930–1932)
- Vier Etüden(Quatre Études : Ritmica funèbre, Ritmica scherzosa, Ostinato perpetuo, Ritmica ostinata) pour grand orchestre (1930–1932)
- Rallye pour orchestre (1932)
- Tripartita (1934)
- Passacaglia (1946)
- Sept aspects d'une série de douze tons (1949-50)
- Spiegelungen (1952)
- Interludio (1954)
- Preludio, Interludio, Postludio (1954)
- Hörformen I pour orchestre (1967)
- Hörformen II pour orchestre (1967–69)
- Cantique en forme d'un canon à quatre voix (1969)
- Abschied pour orchestre à cordes (1973)
- Meloformen pour orchestre à cordes (1974)
- Hommage nach einer 6-Tonfolge von Hermann Jöhr for strings in variable scoring (1975)
- Composition pour orchestre de chambre (1976)
- In Signum IM pour grand orchestre (1976)
- Verstrebungen pour orchestre de chambre (1977)
- Reigen pour orchestre de chambre (1981)
- Humoreske, Paraphrasen über 2 Themen von Gottschalk and Tschaikowsky pour grand orchestre (1981)
- Colori e movimenti pour orchestre (1983)

### Concertos
- Concerto pour violon (1937)
- Concerto pour violoncelle (1954, création : Zurich le 27 novembre 1956)

### Musique vocale
- Drei Sprechlieder nach August Stramm pour baryton et piano (1922)
- Wagadus Untergang durch die Eitelkeit, drama-oratorio (1930)
- Thyl Claes, Parts I and II, drama-oratorio (1941–42 et 1943–45)
- In memoriam, Two Sonnets by Roger Vuata pour contralto, alto, harpe et timbales, VWV 42 (1947)
- Jona ging doch nach Ninive, drama-oratorio (1957–58)
- Meditazione sulla maschera di Modigliani, drama-oratorio (1960)
- An die akademische Jugend (Notker Balbulus) pour chœur mixte a cappella (1962)
- Worte (Hans Arp) pour 2 voix parlées et cordes (1962)
- Flucht, drama-oratorio (1963–64)
- Mondträume (Hans Arp), permutations and paraphrases after verses from Mondsand by Hans Arp for speaking choir a cappella (1965)
- Gli spaziali drama-oratorio (1970–71)

### Piano
- Variétude pour piano (1931)
- Vier Versionen einer Zwölftonfolge pour piano (1973)

### Musique de chambre
- La Ticinella, pour flûte, hautbois, clarinette, saxophone et basson (1941)
- 12 Variétudes pour flûte, clarinette, violon et violoncelle (1942)
- Inspiré par Jean Arp, pour violon, flûte, clarinette et violoncelle (1965)
- Analogien « Hörformen » pour quatuor à cordes (1973)
- Poème, pour violoncelle (1974)
- Monophonie, pour violon (1974)
- Für Flöte, Oboe, Klarientte und Fagott (1974)
- Terzet pour flûte, clarinette et basson (1975)
- Kleine Hörformen pour alto et piano, VWV 51 (1979)
- Trio pour trois clarinettes (1982)
- Klangexpressionen (Bulgakov), quatuor à cordes (1983)